# Alla lunga
Alla lunga (in inglese Great Lengths, 1990) è un racconto dello scrittore e sceneggiatore Joe Keenan. È una commedia a tematica gay comparso sulla raccolta Men on Men 3 pubblicato nel 1990.
Il racconto è stato pubblicato in Italia nel 1996 nell'antologia Uomini su uomini con il titolo Alla lunga.

## Trama
Philip si incontra con Gilbert in un locale per confidargli le sue ultime pene d'amore: ha recentemente incontrato un uomo bellissimo e se ne è perdutamente innamorato. Il problema è che non sa come fare per mettercisi insieme.
Philip racconta di essere stato invitato dalla sua amica attrice Nancy Malone ad assistere alla pièce teatrale in cui recita ultimamente. Philip si è recato alla serata pieno di dubbi, dato che lo spettacolo è Off-Off-Broadway, ma la serata si è rivelata peggio del previsto. Deciso a vuotare il sacco con Nancy, Philip la ha attesa in un bar ma lei si è presentata con il regista, Humphrey, bello e carismatico, e Philip ha dimenticato tutte le sue critiche innamorandosi all'istante.
Nelle settimane successive, Philip ha iniziato a collaborare con Humphrey al solo scopo di procurarsi una buona occasione con lui, ma finora non ha avuto successo e quindi chiede qualche consiglio da esperto di Gilbert per riuscire a sedurre Humphrey. Gilbert gli consiglia di inventarsi qualche dettaglio che li accomuni e, siccome Humphrey ha una sorella disabile, consiglia a Philip di inventarsene una anche lui.
Philip trova spregevole il consiglio di Gilbert ma un giorno, messo alle strette, cede raccontando la bugia a Humphrey, e l'amore sboccia tra i due. Il problema successivo per Philip è quello di rendere credibile la bugia, e da qui si sviluppa la storia fino alla sua conclusione.

## Personaggi
- Gilbert Selwyn, un gay New Yorchese ossessionato dal sesso, grande amico di Philip Cavanaugh. Gilbert è perennemente povero e sempre in cerca di scorciatoie per fare un po' di soldi. Gilbert desidera ardentemente essere uno scrittore, purché questo non implichi il mettersi di buona lena a provare a scrivere.
- Philip Cavanaugh, il narratore, è il paziente miglior amico di Gilbert e New Yorchese anche lui. Ragazzo di Gilbert negli anni dell'adolescenza (fino alla separazione, provocata da uno sfortunata infestazione di piattole prese da uno dei molti amanti attempati di Gilbert), Philip è uno scrittore di moderato talento che tenta di sfondare. Riluttante a prendere parte ai piani di Gilbert, alla fine si arrende per soldi, fama, o perché attratto da promesse di “bella vita”.
- Claire Simmons, l'altra amica, eterosessuale, di Philip. Anche Claire è un'autrice di talento moderato che fa fatica a sfondare, è una donna sovrappeso, e coltiva una profonda ripugnanza per Gilbert Selwyn. Claire è, tra gli amici di Philip, la più equilibrata e di solito lo trae fuori dagli impicci creati da Gilbert. Claire e Philip collaborano cercando di creare il prossimo grande romanzo o Pezzo teatrale.
- Humphrey Snow, regista teatrale alternativo, egocentrico e pieno di sé, ma irresistibilmente bello.
- Nancy Malone, attrice amica di Philip. Fa parte della compagnia Off di Humphrey.

## Edizioni italiane
Il racconto è stato pubblicato in italiano nella seguente antologia:
- Autori Vari, Uomini su uomini. Nuova letteratura gay americana, Stampa alternativa, Collana Eretica, 1996,  p. 192, ISBN 8872263115.